# Mike Schloesser
Michael Bastiaan Lucas Wilh Schloesser (né le 14 janvier 1994) est un archer néerlandais. Il a été champion du monde de tir à l'arc par équipe en 2011 et individuel en 2013.

## Biographie
Mike Schloesser fait ses débuts au tir à l'arc en 2000. Ses premières compétitions internationales ont lieu en 2008. Son premier titre mondial est en 2011, alors qu'il remporte l'or chez les junior dans l'épreuve par équipe mixte et l'argent à l'épreuve par équipe hommes. En 2013, il remporte l'épreuve de tir à l'arc à poulie individuelle et par équipe lors des championnats du monde.
Son surnom "Mister Perfect" provient de son record du monde en salle à 18 mètres, avec un score de 600 sur un total de 600 points réalisables.
Il est marié à l'archère mexicano-néerlandaise Gabriela Bayardo.

## Palmarès

### Championnats du monde
- Médaille d'or à l'épreuve par équipe mixte aux championnats du monde junior 2011 à Legnica.
- Médaille d'argent à l'épreuve par équipe hommes aux championnats du monde junior 2011 à Legnica.
- Médaille d'or à l'individuelle homme aux championnats du monde 2013 à Belek.

### Championnats du monde en salle
- Médaille d'argent à l'individuelle homme aux championnats du monde en salle 2016 à Ankara.
- Médaille d'or à l'épreuve par équipe homme aux championnats du monde en salle 2018 à Yankton (avec Peter Elzinga et Sil Pater).
- Médaille d'or à l'épreuve individuelle aux championnats du monde en salle 2018 à Yankton.

### Championnats d'Europe
- Médaille de bronze à l'épreuve par équipe hommes aux championnats d'Europe de 2012 d'Amsterdam.
- Médaille de bronze à l'épreuve par équipe mixte aux championnats d'Europe de 2014 d'Echmiadzin[4].
- Médaille d'or à l'épreuve par équipe hommes aux championnats d'Europe de 2014 d'Echmiadzin[4].
- Médaille d'argent à l'épreuve par équipe mixte aux championnats d'Europe 2018 de Legnica.
- Médaille de bronze à l'individuelle aux championnats d'Europe 2024 d'Essen.

### Championnats d'Europe en salle
- Médaille d'or à l'épreuve par équipe hommes aux championnats d'Europe en salle de 2013 à Rzeszów[5].
- Médaille de bronze à l'individuelle hommes aux championnats d'Europe de 2015 de Koper.
- Médaille d'or à l'épreuve par équipe hommes aux championnats d'Europe de 2015 de Koper.
- Médaille d'or à l'épreuve individuelle hommes aux championnats d'Europe en salle de 2017 à Vittel.
- Médaille d'or à l'épreuve par équipe hommes aux championnats d'Europe en salle de 2017 à Vittel.
- Médaille de bronze à l'épreuve par équipe hommes aux championnats d'Europe en salle de 2019 à Samsun
- Médaille d'or à l'épreuve individuelle hommes aux championnats d'Europe en salle de 2019 à Samsun

### Jeux européens
- Médaille d'argent à l'épreuve par équipe mixte en arc à poulies aux Jeux européens de 2019 à Minsk

### Coupe du monde
- Médaille de bronze à l'épreuve par équipe homme à la coupe du monde 2012 de Antalya.
- Médaille d'argent à l'épreuve par équipe homme à la coupe du monde 2014 de Medellín.
- Médaille d'argent à l'épreuve par équipe mixte à la coupe du monde 2014 de Medellín.
- Médaille de bronze à l'individuelle homme à la coupe du monde 2014 de Antalya.
- Médaille d'or à l'épreuve par équipe hommes à la coupe du monde 2014 de Antalya.
- Médaille de bronze à l'épreuve par équipe mixte à la coupe du monde 2015 de Shanghai.
- Médaille d'argent à l'individuelle hommes à la coupe du monde 2015 de Shanghai.
- Médaille d'argent à l'individuelle hommes à la coupe du monde 2015 de Antalya.
- Médaille d'or à l'individuelle hommes à la coupe du monde 2016 de Shanghai.
- Coupe du monde à l'individuelle homme à la coupe du monde 2016 à Odense.
- Médaille d'or à l'épreuve individuelle homme à la coupe du monde 2017 de Salt Lake City.
- Médaille d'or à l'épreuve individuelle homme à la coupe du monde 2018 de Antalya.

### Coupe du monde en salle
- Médaille d'argent à l'individuelle hommes à la coupe du monde en salle 2016 de Nîmes.
- Médaille d'argent à l'individuelle hommes à la coupe du monde en salle 2016 de Marrakech.
- Médaille d'or à l'individuelle hommes à la coupe du monde en salle 2016 de Bangkok.

## Honneurs
En 2019, il reçoit l'ordre d'Orange-Nassau au grade de chevalier.

## Vie privée
Schloesser est en couple avec l'archère mexico-néerlandaise Gabriela Schloesser.